# Kembangan (Sukomoro)
Kembangan is een bestuurslaag in het regentschap Magetan van de provincie Oost-Java, Indonesië. Kembangan telt 2946 inwoners (volkstelling 2010).